# アユタヤ王朝

アユタヤ王朝
อาณาจักรอยุธยา 

1380年のアユタヤ王朝の版図（薄緑）

アユタヤ王朝（アユタヤおうちょう、1351年 - 1767年）は、現タイの中部アユタヤを中心に展開したタイ族による王朝。創設者はラーマーティボーディー1世（ウートーン王）。王統は一つではなく、隣国の征服や重臣の簒奪で、5つの王家にわかれる。三番目の王家（1569-1629）は、スコータイ朝の王家の末裔である。
タイに起こった各時代の王朝同様、中国とインド、ヨーロッパ方面を結ぶ中間に位置する地の利を生かし、貿易が国の富として重要であった。アユタヤ王朝でも王家を中心として、独占的な貿易が行われた。主に中国への米の輸出で国力を付けたほか、日本、琉球などの東アジア国家、東南アジア島嶼部、アラブ・ペルシア方面や西洋と活発に貿易を行い、莫大な富を蓄えた。この富を背景にアユタヤでは当時繁栄していたクメール文化を吸収しつつ、中国、ヨーロッパ、ペルシャなどの文化の影響を受けた独自の華やかな文化が開花した。

## 歴史

### 建国期
ウートーン王の出身については、歴史資料上はっきりしていない。そのためいくつかの説が提出されてきた。なかには、疫病（おそらくはコレラ）で見捨てたチエンセーンから移住してきたといった説や、スパンブリー出身、ロッブリー出身説などがある。いずれにしろ、アユタヤ朝創設当時の、近隣の状況は、北にスコータイ王朝が隣接していたにもかかわらず、アユタヤを創設したタイ中部は、スコータイ朝の領土でなかったこと、さらに、アユタヤ時代が始まる直前までの古い遺跡がタイ中部で見つかっていることから、歴史資料としてまだ見つかっていない王朝がすでに存在していたことが窺える。あるいは、小国が並立していたというようなことも考えられる。例えば、この空白期（アユタヤ朝創設以前のタイ中部）にロッブリーやペッチャブリーはスコータイ朝とは別に中国に朝貢している。したがって、ウートーン王の出身もおそらくタイ中部のある国の王家からだと考えるのが妥当であろうと考えられている。ちなみに、ウートーンというのは金のゆりかごを意味し、伝承の中でタイ中部でこの名を持つ王は多い。つまり、タイ中部の名づけの習慣でもある。

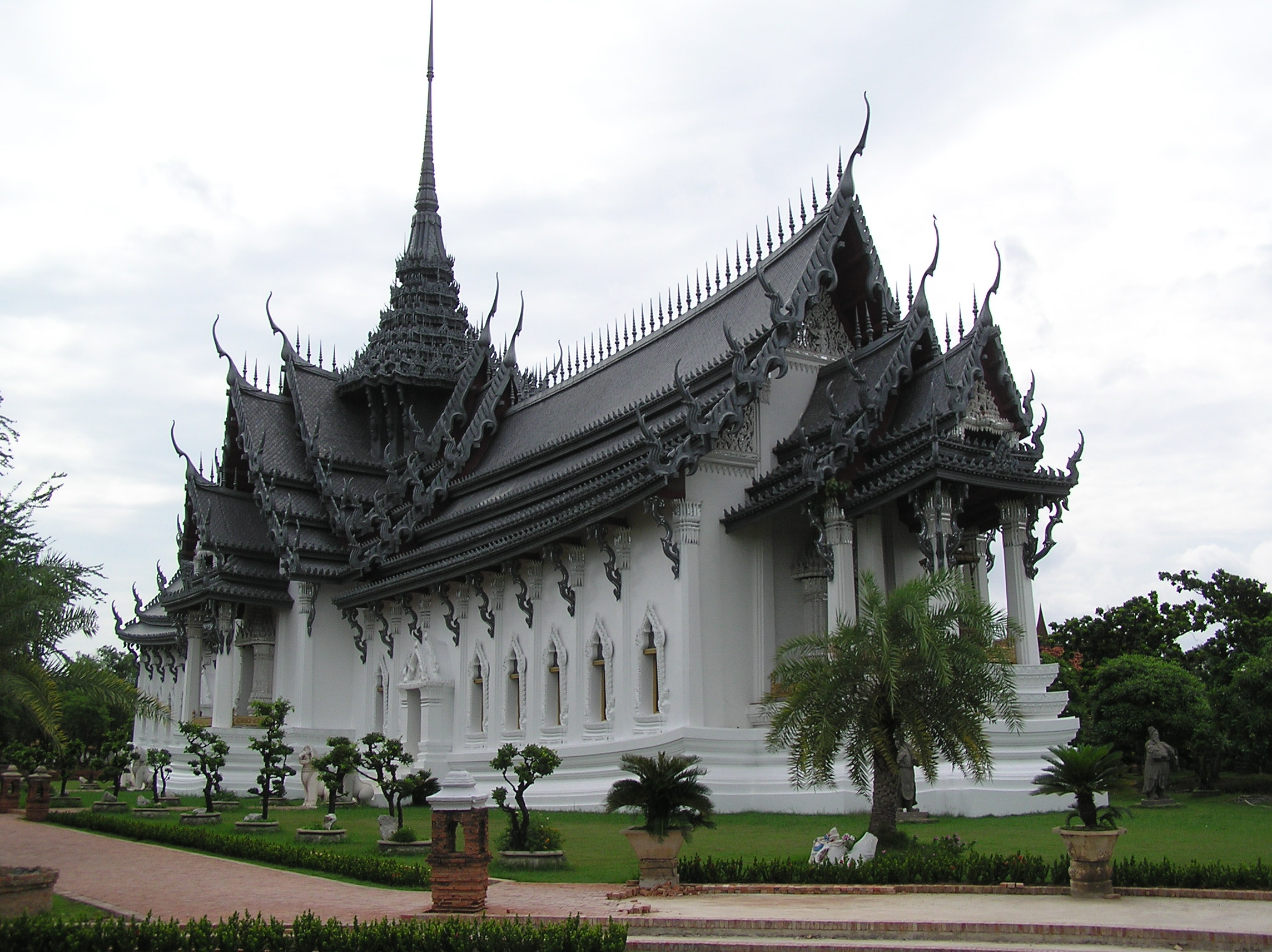
アユタヤ王宮・サンペット宮殿

ウートーン王は、王朝年代記ではラーマーティボーディーという名で記述されている。王が即位するにあたり、姻戚のスパンナプーム王家（スパンブリー王家）の協力が不可欠であったことは、後の対スコータイ政策で顕著となる。ウートーン王家（ロッブリー王家）とスパンナプーム王家はその後、数代に渡って王位を争ったが、最終的にスパンナプーム王家が勝利した。
ラーマーティボーディー（1世）は国内統一のため、セイロンから仏僧を招いて上座部仏教（小乗仏教）を国家の公式な宗教とするとともに、ヒンドゥーの法典であるダルマシャスートラやタイでの慣習を元に三印法典を整備した。三印法典は近代的な法典が整備される19世紀までタイの基本法典として機能することになる。
14世紀末までにはアユタヤ王朝は東南アジア最大の勢力として見なされるようになるが、完全に東南アジア地域を圧倒するほどの人口に欠けていた。このため、当時衰退しつつあったクメール王朝へ勢力を伸ばしつつあったベトナム勢力に対抗するため、ラーマーティボーディーは晩年（1362年）、アンコール（クメール人の都市）を攻撃しアユタヤの版図に加えた。

### 15世紀
しかし、アユタヤはアンコールの完全な掌握を遂行することはできなかった。スコータイ王国との関係は、スコータイがアユタヤに朝貢する形となったが、その後、100年かかって、アユタヤ朝がスコータイ朝を併合し、スコータイ朝は消滅する。しかしこの過程で、アユタヤに新たに興ったスパンナプーム王家とスコータイの王家との姻戚関係が強くなり、その後もスコータイ王家は存続したと考えられる。
15世紀にはマレー半島のマラッカ王国がアユタヤの悩みの種となる。マレー半島ではマラッカやタンブラリンガ国（タイ語: ナコーンシータンマラート王国、中: 单马令、英: Kingdom of Ligor リゴール王国、現在のナコーンシータンマラート県付近の地峡部）以南のマレー半島諸都市が15世紀早くからイスラム教に改宗するようになり、独立を宣言するようになったためである。結果的にアユタヤはマレー半島南部を失うが、マレー半島北部を維持し高級品を求めてやってきた中国出身の商人により国内の経済は潤うことになる。

### 16世紀

#### ポルトガル・日本
1511年、アユタヤに同年にマラッカを占領したばかりのポルトガルから外交使節が到来した。これはタイの歴史上における最初の欧米勢力との接触と考えられている。5年後にはポルトガルの使節が再びアユタヤに渡り、ポルトガル勢力のアユタヤ領内での通商許可を得た。15世紀から日本人のアユタヤ入植は見られたが、沖縄の琉球王国では、交易の拠点としていたマラッカが1511年に失われた後、使節を派遣して東南アジア産品をアユタヤで調達していたが、それも1570年を最後とする。ビルマの占領でアユタヤ王朝が一時滅亡した影響と考えられる。アユタヤ復興後に接触が無かったのは、1567年に明朝が中国商人の直接交易を緩和し、中継交易そのものに打撃を受けたことによる。琉球の交易は中国の朝貢国間ネットワークに組み込まれた国営事業であった。

#### ビルマ

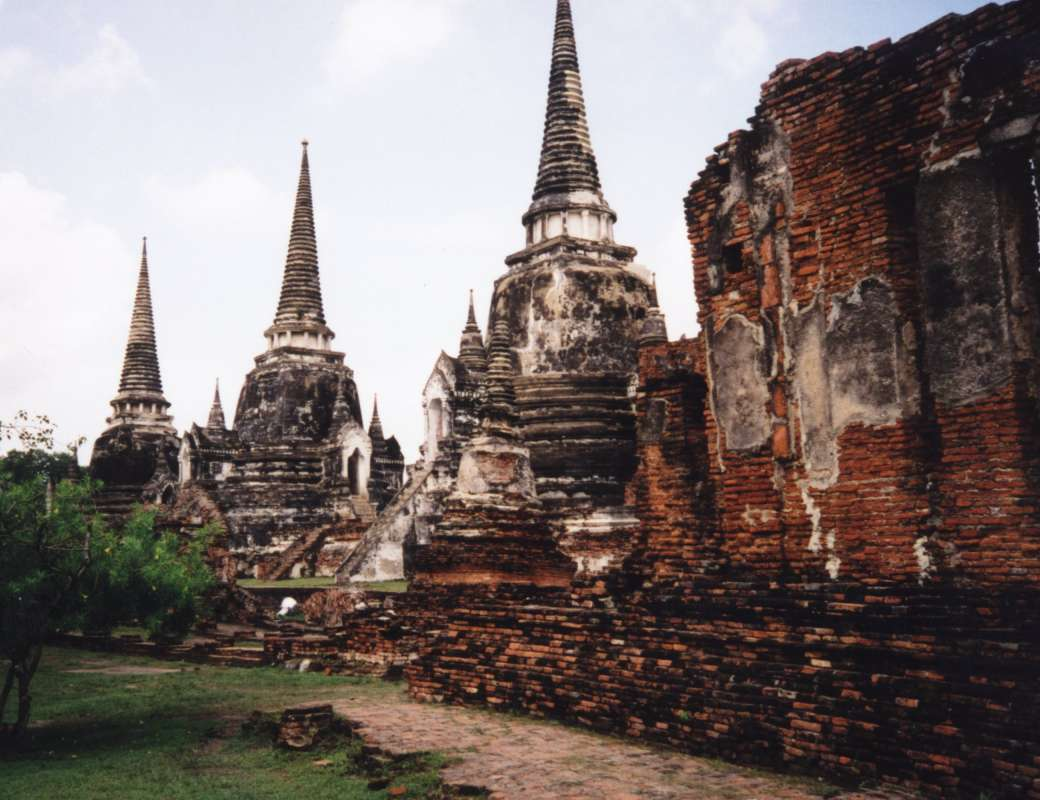
ビルマの侵攻により廃墟と化したアユタヤ市街、1448年に建立されたワット・プラ・シーサンペット

一方、西のビルマは地域の覇権を競い、16世紀ごろから執拗にアユタヤへの攻撃を繰り返しており、アユタヤはこれに頭を悩まされることになる。ビルマタウングー王朝の君主、バインナウンの軍門に下り、1569年にアユタヤ王マヒントラーティラートを下し、地方領主のマハータンマラーチャーティラート（スコータイ王家）を傀儡王に立てた。
1590年にナレースワンによってアユタヤは独立を回復し1600年までにビルマ支配前のアユタヤを再興することに成功し、ナレースワンはこの後、アユタヤの諸制度の改革を断行する。この後、ビルマが内乱に見舞われたことからビルマの侵攻は収まった。

#### オランダ・日本
1592年にはオランダがアユタヤに使節を送り通商許可を取得し、国内の米の輸出に関して大きな影響力を得ることになった。 
目立って日本人勢力が大きくなるのは、16世紀後半から17世紀初頭にかけてである。特に、日本で徳川幕府による天下統一が成し遂げられ戦が無くなったため、傭兵の形で雇われていた浪人の多くが失業、海外に働き口を求めたのが原因と考えられている。一時期中国との貿易額をしのぐ勢力を保持していた。
1629年にはプラーサートトーン（プラーサートトーン王家）が王位を奪っている。ところが1630年に山田長政はムアンナコーンシータンマラートへ左遷され、イスラム勢力のパタニ軍と交戦した後死亡している。1630年に、日本の勢力拡大を危ぶんだプラーサートトーン王によりアユタヤ日本人町は焼き討ちにあい没落し、1635年には日本からの朱印船交易が廃止され衰退した。

#### イギリス・フランス

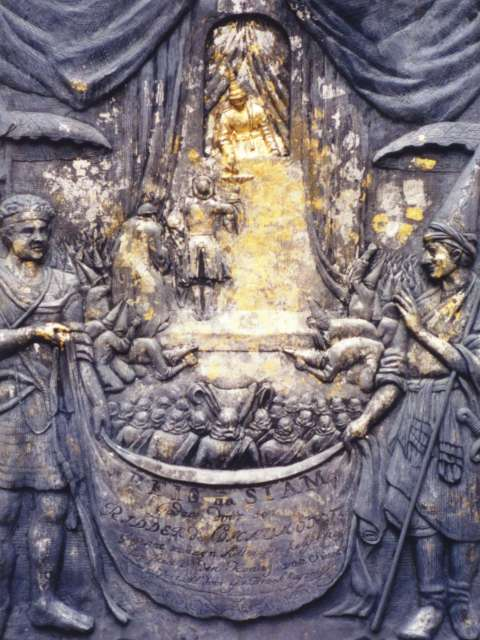
フランス勢力と接触するナーラーイ王

外国との貿易を積極的に推進したとされるナーラーイ王（1656年 - 1688年）は17世紀頃から幅を利かせ始めたフランス勢力と友好関係を結んでおり、チャオプラヤー・コーサーパーンらタイの官僚がフランスに外交使節として派遣されている（フランスへのシャム大使として派遣）。また、イギリスやオランダはタイに商館を建設する許可を与えられていた。一方ポルトガルは日本人勢力の台頭（その後ナーラーイ王までに没落）や本国の没落と相まって陰を薄めており、新興勢力であるイギリス・フランス勢力と古参勢力のオランダがアユタヤにおいて対立し始めた。
ところが1664年にオランダ勢力であるオランダ東インド会社が通商の独占を求めて、ポルトガル国旗を掲げ武装した船でチャオプラヤー川河口を封鎖し、中国商人を捕らえると言う事件が発生した。結局のところオランダはナーラーイの信用を失いアユタヤ内で没落の憂き目を見ることになる。一方ナーラーイは当時、外交の権威であったコンスタンティン・フォールコンを通じてフランスにこの助けを求めた。この後、ロッブリーに緊急用の副首都の建設をルイ14世の技術的援助の下行い、ついでにフランスから医学などの専門的知識を持った宣教師や印刷機などが送られてきた。このルイ14世の目的はすなわちナーラーイ王の改宗にあったと考えられている。むろん、後述の思想で解説するように、仏法の保護が王の役割と考えられていたことから、とうていカトリックへの改宗には及ばなかった。

### シャム革命
一方、これらのキリスト教の拡大とフォールコンなどの西洋人勢力の台頭は、中国商人の援助の下にあった官吏や仏教勢力により敵視された。
ナーラーイ王が1688年に死ぬと、反対勢力のペートラーチャー（バーンプルールアン王家）がクーデター（シャム革命）を起こし、ナーラーイの息子、フォールコン、宣教師などを殺し、フランス勢力や親フランス勢力を排除し、王位を奪った。この後ペートラーチャーはキリシタンを国内から追放し、アユタヤを隆盛へと導いた。

#### 中国
ラーマーティボーディ1世の時代すなわち建国当初から、アユタヤと中国商人とは良好な関係を維持した。外国人はアユタヤの市街地に住むことは許されなかったが、中国商人だけは例外であった。その後、日本人勢力や西欧人勢力の没落と共に力を付けていき、アユタヤ王朝のドル箱であった日本も中国船の入港は認めていたことからペートラーチャー以降目立って力を付けた。また、アユタヤの主要輸出品目である米の消費も中国南部で目立って需要が高かったことも大きな要因である。

### 滅亡
1767年にコンバウン王朝のシンビューシンによって滅亡する。このときアユタヤの町は徹底的に破壊されていたため、コンバウン軍が退却した後、新たに王となったタークシンはアユタヤ再興をあきらめトンブリーへと遷都する。

## 思想

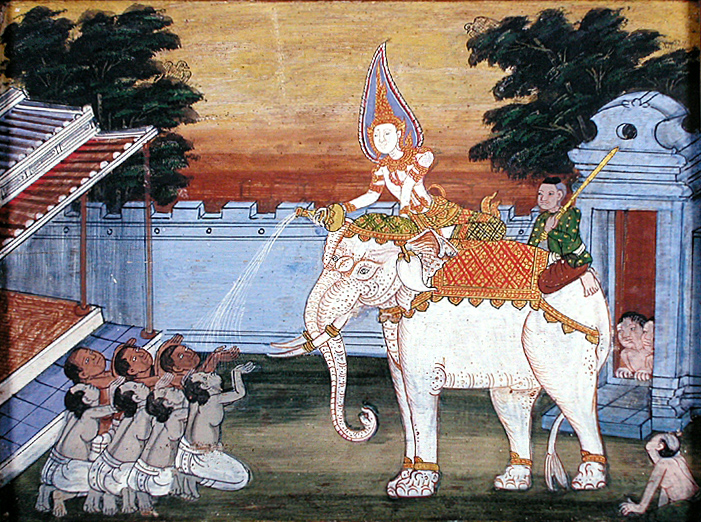
白象に乗りやや神格化されて描かれた王

スコータイ王朝前期においては、人民と親しく、適切に保護する性格（＝ポークンであること）が国王に必要な要素とされたが、アユタヤ王朝に置いてはスコータイ王朝後期に発生したダルマラージャ（仏教の保護者としての王）の思想を引き継ぎ、仏教的を持って国を治める政治をアユタヤ王朝創設者ラーマーティボーディーは実践した。その一方で、ヒンドゥー教（バラモン教）的な色彩の濃い「王は神の権化である（＝デーヴァラージャ）」と言う思想がクメール王朝の影響を受けて生まれた。これはクメール王朝からの人材を多用したサームプラヤー王以降顕著である。この思想はタイ文化をヒンドゥー色に変えた。言語にはサンスクリット語からの借用語が増え、文学、演劇などではヒンドゥー的色彩の強いものが発生した。宮廷内の作法やしきたりなどにもこの傾向が顕著に見られ、国王に対する敬語としてのラーチャサップ（王語）を作り出し、オーンカーンチェーンナムの儀式に見られるような難解な作法を生んだ。「王は神である」ため一般人から隔離され、王に触れたり顔を見たりする一般人を死刑に処するなど法律にまで影響を与えた。また、仏教を保護する王としての性格は「王は転輪聖王である」という形で受け継がれた。

## 社会

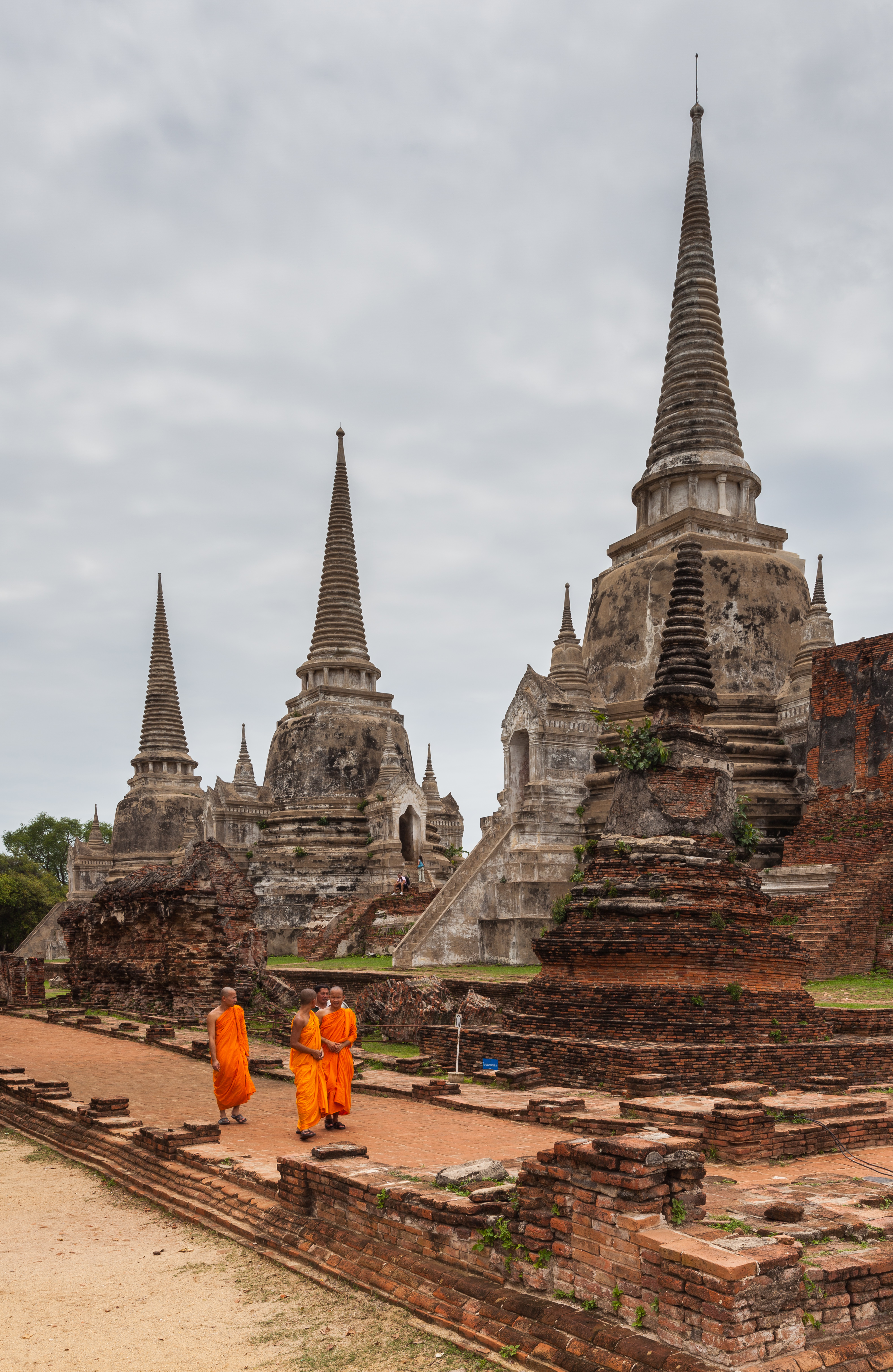
ワット・プラ・シーサンペットと僧侶

国王は国のヒエラルキーの頂点に立つ存在であった。アユタヤ社会の基礎的な部分は農村社会であり、農村の実体はいくつかの家族からなる村（ムーバーン）であった。多くの場合、有力者や住民から選ばれた村の代表がこの農村社会での指揮をとったり、中央社会との連絡役を行っていた。人口密度が極端に少ないこともあって、これらの農村では小作農でも耕す土地を持っていた。
東南アジアのこの広大な耕作地を支配する国にとっては、どれだけ労働力を確保でき、軍人を有することができるかが問題となっていた。アユタヤもその例外ではなく、アユタヤの発展は相次ぐ戦争での勝利の際に捕虜としてつれてきた敵を労働力として領内で耕作させたことによるものである。また、アユタヤが他の国にくらべ技術的に劣っていなかった等の事実もアユタヤの発展を促した要因である。
すべてのプライと呼ばれる「自由人」はナーイと呼ばれる支配者層の元に所属しなければならず、ナーイたちは兵役や労役をプライに負わせたりした。この役はプライ自身が税を納めることで免れることができたが、実際これを行えるものは多くなく、役の苦しさに耐えかねて別のナーイのところへ身売りするものも少なからず居た。プライがあるナーイの元に逃げ込んだ場合にはそのナーイが中央政府に労働者が少なくなったと言うことに対して賠償金を支払うことが行われた。
アユタヤ王朝に置いては富とステータスと政治的影響力は切っても切り離せない関係にあった。サクディナーに従って、官吏は官位に応じて国王から田園を割り当てた。官位は所有しているプライの頭数によって変わり、田園の割り当ての面積は、所有しているプライの頭数の多ければ多いほど多かった。ヒエラルキーの頂点をなす王は名実共に国内最大の土地所有者であり、むろん所有するプライの数も多くこれらはプライルワン（王のプライ）と呼ばれた。これらの制度を確立したのはトライローカナート王であり、19世紀まで官吏らの収入源として機能していた。
これらの制度の外にいたのはまず、仏教僧であった。仏教僧は労役などの税から解放された。加えて、アユタヤにおいてはすべての仏教徒の男子は出家するという風習があり、この出家をモラトリアム期間として、教育が行われるとすることが多かった。次に外国人がこの制度の外におり仏僧に同じく税を免除されていた、中でもとりわけ、中国人の勢力が大きく時代を下るごとに経済力をましていき、アユタヤの経済を支配するようになった。この中国人の経済支配はアユタヤ崩壊後も続き、現在でもその傾向が見られる。
法制面ではラーマーティボーディ1世によってダルマシャスートラのアユタヤ版であるタンマサート（三印法典）が完成。これは後の19世紀に近代的基本法典が整備されるまで続くが、これがタイのヒエラルキーと身分を形作り、緩やかな身分制度を形成した。
ナレースワン当時の東南アジアはマンダラ論といった学説で解き明かされる、多数の独立した都市国家（ムアン）と同盟を結び朝貢関係によって緩やかにむすばれている連合国家の体系を取ることが一般的であり、アユタヤ王朝もこの例外ではなかった。特にアユタヤ周辺のムアンには私兵を有する王族が配置されていたが、この中でも一番大きな勢力を持っていた副王（ウパラージャ）には大きな注意が注がれた。これは、副王がしばしば、反抗勢力になるおそれがあったためである。また、王が死ぬたびに跡取り騒動も絶えず起こり、自分の要求を通すために有力者が私兵をアユタヤ場内に進めるという事態もたびたび起こっていた。
ナレースワンはまずムアンに王族を置く制度を廃止し、代わりに中央から官吏の派遣を行い地方行政を行うというシステムを導入した。この段階で、しばし国王に対する反対勢力の頭となっていた副王による副首都の統治は廃止させられ、副王は首都アユタヤに厳重な監視の元、住むようになった。
またナレースワンは私有制だったプライをすべて国王の所有にした。これは必然的に国土すべてが王の所有物とする結果を導いた。国内の労働力の管理なども理論上、王の裁量で行うことができ、国内の人的資源を有効に活用することができた。これは国王への権力の集中を招き、官吏らが国王と親族関係を作ろうと自分の娘を国王に献上する現象が起こった。タイの歴史上一夫多妻の王が多いのはこのためである。
このように形の上での中央集権化を実現したナレースワンであったが、農村社会の自治的な社会システムまでを改革するにはいたらず、事実上の中央集権が実現するのはチャクリー王朝にはいってラーマ5世を国王に迎えてからになる。

## 経済
アユタヤの経済は農村社会の余剰生産である米によって成り立っていた。
アユタヤのあったタイ中央平原部では食料に事欠かなかった地域である。アユタヤ王朝下では税の支払いと自らの消費のために十分な米の量を確保することは難しいことではなかった。またその余剰は仏僧に喜捨されることが多かった。一方アユタヤ時代の米の生産方法の遍歴をみると、タイ中央平原部では13世紀から15世紀にかけて変化が生じている。北部や東北部ではその期間、水位を調整して行う稲作が続けて行われていたが、中央平原部では上流からチャオプラヤー川を伝って水があふれ水位の調節が困難であるために、いわゆるバングラ地方から伝えられた浮き稲が盛んに植えられるようになった。
これらの浮き稲はいい加減な耕作方法を用いても簡単に生産余剰が発生したため、非常に安い値段で政府が買い上げほとんどが中国に売却された。そのためアユタヤ王朝は莫大な資産を築き上げた。また米の生産や運搬のために労役についたプライたちによって多くの運河が建設された。いわゆるチャオプラヤー・デルタの基礎が整備されたのもこのころである。